# Preghena
Preghena (Preghéna o Pregjéna in noneso) è una frazione del comune di Livo in provincia autonoma di Trento.

## Geografia fisica
Il paese si trova alle pendici del monte Avert, dove si incontra con la valle di Rumo e con la valle di Bresimo. È situato a un'altitudine di 807 m s.l.m. ed è circondato da ettari di coltivazioni di piante di mele.
Si trova sull'altopiano del Mezalón, nella parte settentrionale della Val di Non, delimitato dai torrenti Pescara e Barnes, dove si trova l'intero comune di Livo

## Storia
Preghena è stato comune autonomo fino al 1928, anno in cui venne aggregato a Livo (Trentino-Alto Adige).

## Monumenti e luoghi d'interesse

### Architetture religiose
- Chiesa di Sant'Antonio, documentata nel 1384, ricostruita a fine XV secolo.[5][6]

### Altro
Preghena conta due piazze e quattro fontane sparse lungo la via centrale che attraversa interamente il paese. Nella piazza centrale troneggia il campanile della chiesa di Sant'Antonio, alto 34 metri. La patrona del paese è Sant'Anna, che viene festeggiata quando il 26 di luglio cade di domenica. 
Nel bosco poco sopra l'abitato è stato realizzato dall'associazione Asuc di Preghena il percorso didattico "Il lavoro, le fate, le streghe" dalla lunghezza di 5 km di sentieri e strade sterrate tra sculture di animali boschivi,figure mitologiche e racconti.